# Ardea perplexa
Ardea perplexa — викопний вид лелекоподібних птахів. Був описаний як представник роду чапля (Ardea), проте деякі дослідники вважають, що це ібіс з роду Geronticus. Вид мешкав в Європі в міоцені. Скам'янілі рештки знайдені у Франції.